# ISO 3166-2:NE
ISO 3166-2:NE es la entrada para Níger en ISO 3166-2, parte de los códigos de normalización ISO 3166 publicados por la Organización Internacional de Normalización (ISO), que define los códigos para los nombres de las principales subdivisiones (p.ej., provincias o estados) de todos los países codificados en ISO 3166-1.
En la actualidad, para Níger los códigos ISO 3166-2 se definen para 1 comunidad urbana y 7 regiones. La comunidad de Niamey es la capital del país y tiene un estatus especial, equiparable al de las regiones.
Cada código consta de dos partes, separadas por un guion. La primera parte es NE, el código ISO 3166-1 alfa-2 para Níger. La segunda parte tiene una cifra:
- 1–7: regiones
- 8: comunidad urbana

## Códigos actuales
Los nombres de las subdivisiones se ordenan según el estándar ISO 3166-2 publicado por la Agencia de Mantenimiento ISO 3166 (ISO 3166/MA).
Pulsa sobre el botón en la cabecera para ordenar cada columna.
| Código | Nombre de la subdivisión (fr) | Categoría de la subdivisión |
| ------ | ----------------------------- | --------------------------- |
| NE-8   | Niamey                        | comunidad urbana            |
| NE-1   | Agadez                        | región                      |
| NE-2   | Diffa                         | región                      |
| NE-3   | Dosso                         | región                      |
| NE-4   | Maradi                        | región                      |
| NE-5   | Tahoua                        | región                      |
| NE-6   | Tillabéri                     | región                      |
| NE-7   | Zinder                        | región                      |